# Mount Thor (Antarktika)
Mount Thor ist ein markanter und 2000 m hoher Berg im ostantarktischen Viktorialand. In der Asgard Range ragt er südlich der Hochebene Labyrinth auf.
Teilnehmer einer von 1958 bis 1959 dauernden Kampagne im Rahmen der neuseeländischen Victoria University’s Antarctic Expeditions benannten ihn nach dem Gott Thor aus der germanischen Mythologie.